# Eucalyptus obliqua
Eucalyptus obliqua, conocido comúnmente como roble australiano ("Australian oak"), copa parda ("brown top"), corteza fibrosa de copa parda ("brown top stringbark"), messmate, corteza fibrosa messmate ("messmate stringybark"), corteza fibrosa ("stringybark") y roble de Tasmania ("Tasmanian oak"),  es un árbol de madera dura nativo del sudeste de Australia.

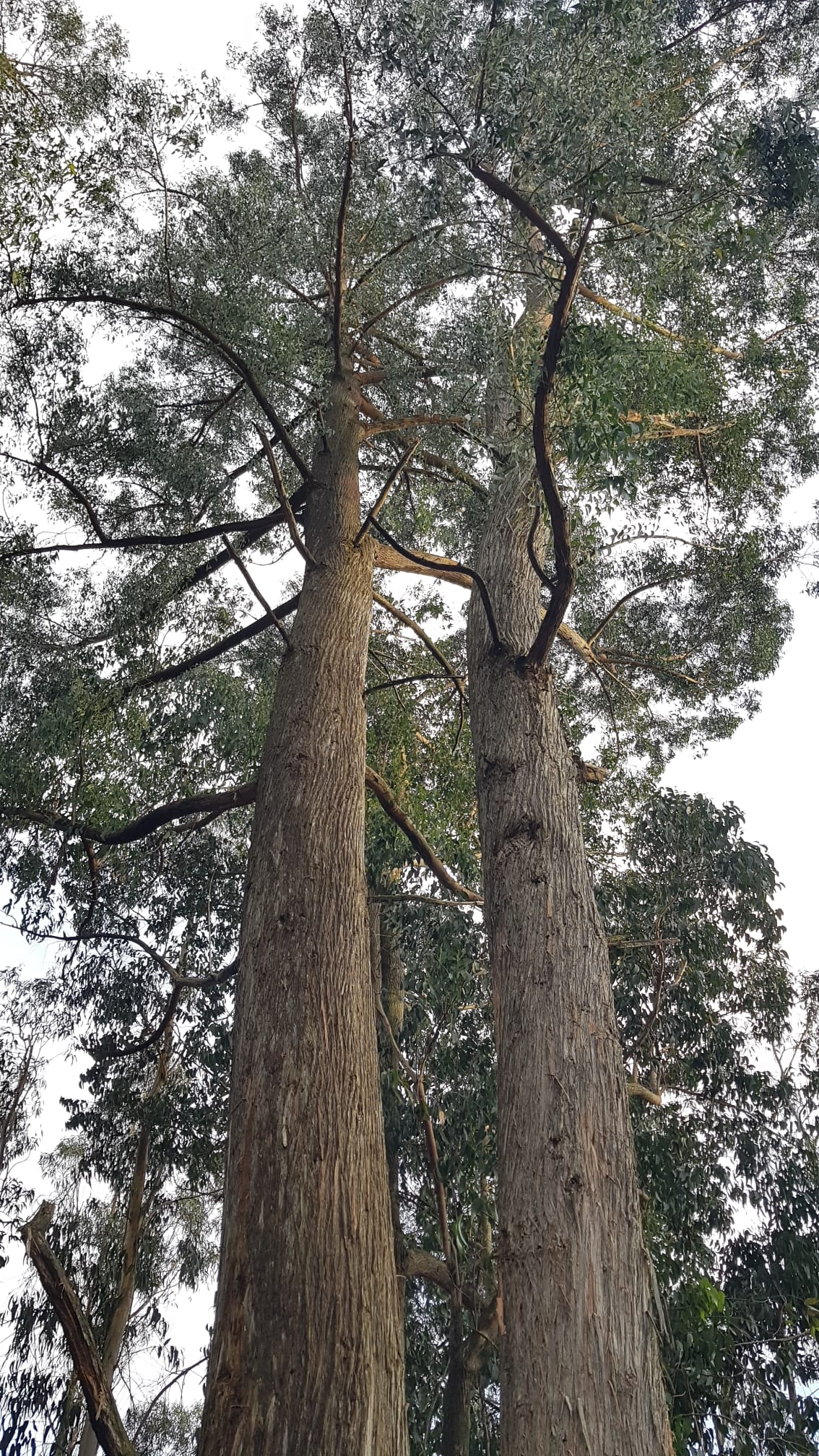
Troncos de la especie.

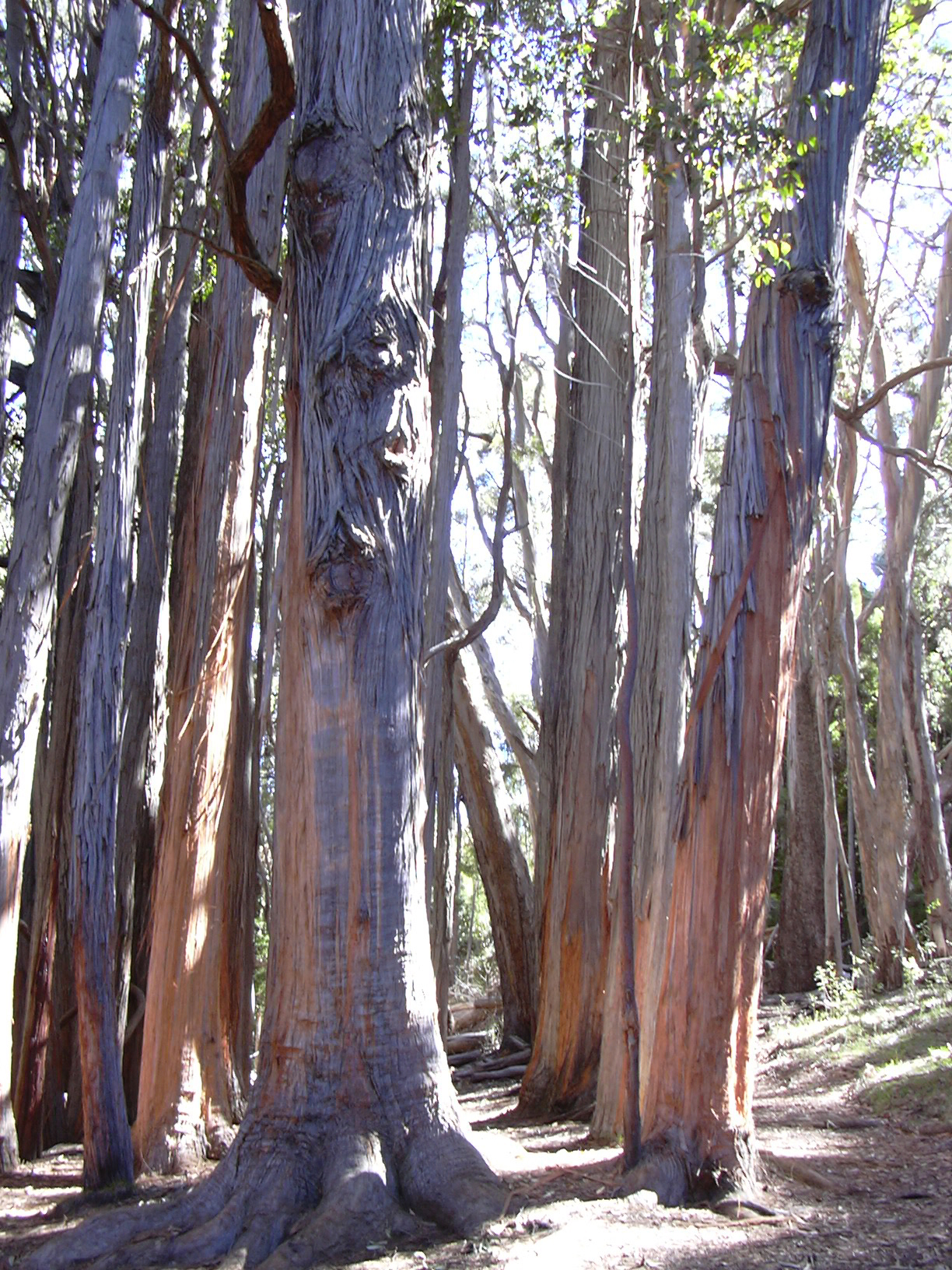
En su hábitat

## Descripción
Es un árbol que puede alcanzar los 90 metros de altura, con un tronco de hasta tres metros de ancho. Tiene un lignotúber, así que los árboles quemados o talados a veces se recuperan en la forma mallee. Tiene una corteza gruesa, rugosa, fibrosa, y hojas verde brillosas de hasta 22 centímetros de largo, y 1½ de 7 centímetros de ancho. Las inflorescencias consisten de siete a 15 flores blancas. Los frutos tienen forma de barrilito.

## Distribución y hábitat
E. obliqua está extendió en las áreas más frescas del sudeste de Australia. Se distribuye desde la Isla Canguro, a través de Australia Meridional, en toda Victoria y Tasmania, principalmente al este de las mesetas en Nueva Gales del Sur, con unas pocas poblaciones extendiéndose al sur de Queensland. Por lo tanto el rango total de latitud es 28–43½°S. Se desarrolla desde el nivel del mar hasta elevaciones de 1200 m s. n. m. en las Mesetas del Norte de Nueva Gales del Sur. El clima es húmedo o subhúmedo, con temperaturas variando desde frescas hasta tibias, y unas precipitaciones anuales yendo desde los 500 a 2400 mm . Severas heladas invernales son comunes, y la intensa sequía no es común.
Se desarrolla en una gran variedad de suelos en áreas montañosas y colinas. En áreas frescas montañosas forma bosque abierto alto con otras especies de Eucalipto tales como E. fastigata barril pardo (Brown Barrel), E. nitens eucalipto brillante (Shining Gum), E. cypellocarpa eucalipto gris de montaña (Mountain Grey Gum), E. viminalis eucalipto maná (Manna Gum) y E. delegatensis fresno de montaña (Alpine Ash).

## Usos

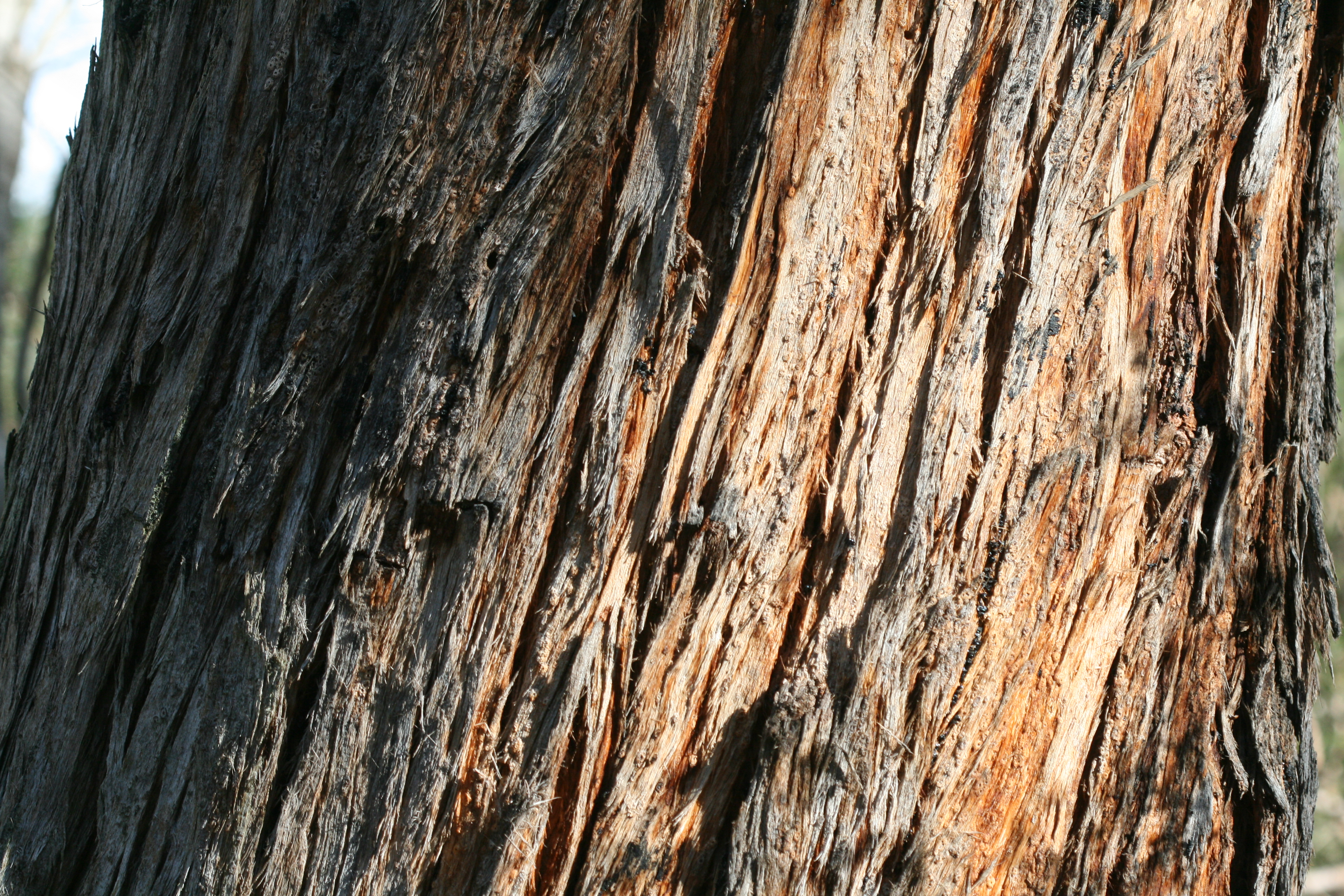
Imagen aumentada de cerca, apreciando la textura del tronco del árbol

Es una de las maderas duras más importantes de Australia, E. obliqua es con frecuencia vendido con E. regnans (eucalipto de montaña (Mountain Ash) como "fresno de Victoria" ("Vic Ash") o "rroble de Tasmania" ("Tasmanian Oak"). Es ligeramente más denso que E. regnans – los estimados de densidad varían de 720 kg/m³ to 830kg/m³ - y es más dura también. La albura es color café pálido, el duramen es café. Tiene una textura muy homogénea, con grano recto a veces entrelazados, y anillos bien definidos. Las venas en el eucalipto son comunes.
La madera tiene moderada dureza y fuerza pero poca durabilidad. Es fácil de cortar, se le trabaja cómodamente, es aglomerada y marcada; es conveniente para doblarse al vapor. Es en su mayor parte usada para producción de pulpa y para construcción y manufactura, especialmente en construcción de casas, ebanistería, pisos, y mueblería.

## Taxonomía
E. obliqua tiene la distinción taxonómica de ser la primera especie de Eucalyptus descubierta y publicada. Fue por primera vez recolectada durante la tercera expedición de James Cook; el botánico David Nelson colectó un espécimen de Bruny Island, una isla la cual es parte de Tasmania. Este espécimen fue enviado al Museo Británico en Londres, donde fue examinado por el botánico francés Charles Louis L'Héritier de Brutelle. L'Héritier lo usó como especie tipo para el nuevo género, que hizo público en 1788. Denominó el género con el término Eucalyptus , compuesto de los étimos griegos eu ("bueno, bien") y calyptos ("cubierto"), en referencia a la cubierta del capullo de la flor. L'Héritier dio a la especie el nombre  latino obliqua ("oblicua"), en referencia a la asimetría de la base de las hojas. Por lo tanto el nombre completo de la especie es Eucalyptus obliqua L'Hér. y fue publicado en Sertum Anglicum 18. 1788[1789].
Etimología
Eucalyptus: nombre genérico que proviene del griego antiguo: eû = "bien, justamente" y kalyptós = "cubierto, que recubre". En Eucalyptus L'Hér., los pétalos, soldados entre sí y a veces también con los sépalos, forman parte del opérculo, perfectamente ajustado al hipanto, que se desprende a la hora de la floración.
obliqua: epíteto latino que significa "oblicuo".
Sinonimia
Esta especies tiene muchos sinónimos:
- Eucalyptus nervosa Miq. nom. illeg.
- Eucalyptus fabrorum Schltdl.
- Eucalyptus falcifolia Miq.
- Eucalyptus pallens DC.
- Eucalyptus heterophylla Miq.
- Eucalyptus procera Dehnh.
- Eucalyptus obliqua var. degressa Blakely
- Eucalyptus obliqua var. megacarpa Blakely
- Eucalyptus obliqua L'Hér. var. obliqua
- Eucalyptus decaisneana Blume, Mus. Bot. 1: 83 (1850).[10]